# Borough de Aleutianas Orientales
El borough de Aleutianas Orientales (en inglés: Aleutians East Borough), fundado en 1987, es uno de los 19 boroughs del estado estadounidense de Alaska. En el censo del año 2000, el borough tenía una población de 2,697 habitantes y una densidad poblacional de 0.07 persona por km². La sede del borough es Sand Point.

## Geografía
Según la Oficina del Censo, el borough tiene un área total de 38 881 km² (15 012 mi²), de la cual 18 100 km² (6988,4 mi²) es tierra y 20 780 km² (8023,2 mi²) (53.45%) es agua.

### Boroughs adyacentes
- Borough de Lake and Peninsula (este)
- Área censal de Aleutianas Occidentales (oeste)

## Demografía
Según el censo de 2000, había 2,697 personas, 526 hogares y 344 familias residiendo en el borough. La densidad de población era de 0.07 hab./km². Había 724 viviendas con una densidad media de 0 viviendas/km². El 23.95% de los habitantes eran blancos, el 1.67% afroamericanos, el 37.26% amerindios, el 26.51% asiáticos, el 0.30% isleños del Pacífico, el 7.38% de otras razas y el 2.93% pertenecía a dos o más razas. El 12.57% de la población eran hispanos o latinos de cualquier raza.

## Localidades

### Ciudades
Akutan |
Cold Bay |
False Pass |
King Cove |
Sand Point

### Lugares designados por el censo
Nelson Lagoon

### Áreas no incorporadas
Belkofski |
Ikatan |
Morzhovoi

### Despoblados
Unga